# Thám tử đã chết
Thám tử đã chết (Nhật: 探偵はもう, 死んでいる。 Hepburn: Tantei wa mō, shindeiru., tiếng Tây Ban Nha: La detective está muerta) là loạt light novel do Nigojū (二語十 (Nhị Ngữ Thập)) sáng tác và Umibōzu minh họa. Bộ light novel Media Factory xuất bản dưới ấn hiệu MF Bunko J kể từ ngày 25 tháng 11 năm 2019. Tại Việt Nam, Thaihabooks mua bản quyền và phát hành light novel dưới ấn hiệu Hikari Light Novel.
Một bản manga chuyển thể được Mugiko minh hoạ được xuất bản bởi Media Factory thông qua tạp chí Monthly Comic Alive từ ngày 27 tháng 5 năm 2020. Phiên bản anime chuyển thể do xưởng phim ENGI sản xuất được phát sóng từ tháng 7 đến tháng 9 năm 2021. Mùa anime thứ hai đã được công bố, hiện chưa có ngày lên sóng cụ thể.

## Nội dung
Cách đây 4 năm trước, trên một chuyến bay bị không tặc tấn công ở độ cao 10.000m, Kimizuka Kimihiko gặp gỡ nàng siêu thám tử Siesta lần đầu. Siesta đề nghị Kimizuka trở thành trợ lý cho mình, đồng thời làm bia đỡ đạn cho cô trong lúc cô xử lý đám không tặc. Đây là khởi đầu cho những chuyến phiêu lưu của siêu thám tử và trợ lý. Họ cùng nhau trải qua biết bao nhiêu mạo hiểm, đối đầu với những tổ chức xấu xa và vạch trần chúng trước pháp luật.
Cho tới một ngày 3 năm sau đó, trong một lần truy vết một tổ chức bí ẩn "SPES", nàng thám tử và cả trợ lý gặp nguy hiểm và vì bảo vệ trợ lý của mình, nàng siêu thám tử đã chết. Trợ lý mất đi vị thám tử của mình và lại quay về những chuỗi ngày học đường bình thường vô vị.
Vào một ngày đầu hè oi ả, Kimizuka trên đường rời trường học thì bị một cô gái xinh đẹp chặn đường. Cô nàng ép buộc và đe doạ Kimizuka khai ra thân phận thám tử của mình. Gần tới khi lòng tự tôn và kiêu hãnh của Kimizuka hoàn toàn sụp đổ, cô gái ấy lại bất ngờ ôm dựa đầu cậu vào lòng mình, để cậu cảm nhận nhịp đập sống động mà cũng rất thân thuộc từ trái tim cô.
"Giúp tôi tìm ra chủ nhân của trái tim này".
Lời đề nghị của cô nàng đưa Kimizuka quay trở lại, hồi sinh những tàn tích đã mất sau khi nàng siêu thám tử biến mất.

## Nhân vật
Kimizuka Kimihiko (君塚 君彦 (Quân Trũng Quân Ngạn))
Lồng tiếng bởi: Nagai Shin
Một nam sinh cao trung 18 tuổi. Khi còn nhỏ, Kimihiko có thiên hướng luôn dính vào rắc rối, nhờ vậy mà cậu có thể ứng phó kịp thời với những tình huống bất ngờ. Trên một chuyến bay gồm 600 hành khách bị không tặc tấn công từ bốn năm trước, cậu được nữ thám tử mang mật danh Siesta chọn làm trợ lý. Sau đó hai người đã đồng hành cùng nhau 3 năm, cho đến khi một biến cố xảy ra và Siesta qua đời, còn Kimihiko lại trở về cuộc sống học đường đầy buồn tẻ. Kimizuka đã đem lòng yêu thương Siesta suốt quãng thời gian cùng cô hoạt động, nhưng do bị tạm mất ký ức nên dạo đầu trở lại cuộc sống đời thường không thể nhớ được. Khi Kimizuka biết được Nagisa đang có trái tim của Siesta, cậu đã thổ lộ gần như hết tất cả những cảm xúc mà cậu dành cho Siesta qua bao nhiêu tháng năm cùng cô chạy vạy khắp nơi.
Siesta (シエスタ Shiesuta)
Lồng tiếng bởi: Miyashita Saki
Một nữ thám tử với mái tóc bạch kim và đôi mắt màu xanh biếc. Dù không rõ tên tuổi hay quốc tịch, cô được biết với mật danh "Siesta". Cô cũng đem lòng yêu thương Kimizuka, đến nỗi sẵn sàng chịu bị thương vì cậu, nhưng cô cũng phải ưu tiên nhiệm vụ trước việc riêng. Trước khi Hel có thể chiếm cô trọn vẹn, cô đã gửi gắm niềm tin là Kimizuka sẽ không quên cô, và cậu đã nhớ lại những tháng ngày chạy vạy cùng cô.
Siesta sở hữu bảy công cụ của thám tử, trong đó có một cây súng kíp mà Siesta dùng làm vũ khí chính được nạp bằng máu của cô.
Natsunagi Nagisa (夏凪 渚 (Hạ ? Chử))
Lồng tiếng bởi: Taketatsu Ayana
Một nữ sinh cao trung 18 tuổi, vì cơn bệnh tim hiểm nghèo, đã nhận được trái tim của Siesta thông qua hiến tạng. Nagisa, sau khi nhận được tim của Siesta, luôn muốn tìm kiếm Kimihiko, nhưng ban đầu còn không biết tên của người mình muốn tìm kiếm. Sau khi biết được trái tim mình đang có thuộc về ai, đã từng trải qua những gì, cô đã chọn làm thám tử cùng phá án với Kimihiko thay thế cho Siesta trong lúc tạm thời. Ký ức và cảm xúc của Siesta gần như chuyển trọn vẹn qua và ảnh hưởng Nagisa rất nhiều. Sau này, cô được xác nhận chính là một trong các nhân cách khác của Hel, một thủ lĩnh của SPES, bên cạnh Alicia. Hiện tại, nhờ việc Hell moi tim Siesta ghép vào tim cô, nhân cách Siesta được cho là đã hoàn toàn kiểm soát Nagisa.
Saikawa Yui (斎川 唯 (Trai Xuyên Duy))
Lồng tiếng bởi: Takao Kanon
Là 1 ca sĩ được nhiều người yêu mến, nhà cô khá giàu nên khi bố mẹ cô mất, cô sở hữu gia sản khổng lồ. Với mục đích ban đầu là giết Kimizuha Kimihiko để bảo vệ con mắt xanh tuy nhiên về sau chính Kimihiko là người đã bảo vệ cô khỏi mũi tên phá huỷ con mắt xanh của SPES trong một buổi biểu diễn. Sau này Saikawa Yui đã trở thành đồng minh với Kimihiko vì vài lý do.
Charlotte Arisaka Anderson (シャーロット・有坂・アンダーソン Shārotto Arisaka Andāson)
Lồng tiếng bởi: Shirasu Saho
Một sát thủ 17 tuổi, người ban đầu định giết Siesta. Tuy vậy, cô đã thua và bắt đầu thần tượng Siesta hay gọi Siesta là Ma'am. Cô mang trong mình một nửa dòng máu người Nhật với gốc gác Hoa Kỳ.
Kōmori (コウモリ (Thổ Bức))
Lồng tiếng bởi: Matsuoka Yoshitsugu
Có nghĩa là "dơi" trong tiếng Nhật, là nhân vật phản diện xuất hiện ở đầu phim với mục tiêu là đánh bom khủng bố trên máy bay. Anh cũng là một thành viên của tổ chức SPES, và gần như bị Siesta đánh bại hoàn toàn trong một cuộc chiến. Sau đó anh bị giam giữ bởi cảnh sát Fubi, là một "bán nhân tạo" anh có đôi tai thính có thể nghe những âm thanh con người không nghe được và một thứ gớm ghiếc sắc nhọn ở tai làm vũ khí. Kumihiko lâu lâu lại nhờ vả anh vài chuyện.
Chameleon (カメレオン Kamereon)
Lồng tiếng bởi: Koyasu Takehito
Một thành viên của tổ chức SPES. Hắn ta có khả năng tàng hình như một con tắc kè, do đó hắn ta có tên như vậy. Trong hình dạng con người, hắn có mái tóc trắng và đôi mắt màu tím. Trong hình dạng tắc kè hoa của mình, hắn vừa lớn hơn nhiều, có hàm răng sắc nhọn và có vẻ ngoài đáng sợ.
Alicia (アリシア Arishia)
Lồng tiếng bởi: Naganawa Maria
Một cô gái không có ký ức với mái tóc hồng được buộc thành hai bím, cô gặp được Kumihiko và được anh nhận nuôi tạm thời, cô mặc một trang phục giống với nhân vật Alice. Vì cơ thể nhỏ nhắn của cô nên mọi người đều nhầm tưởng là trẻ con, sau cùng cô được tiết lộ là nhân cách khác của Hel.
Kase Fūbi (加瀬 風靡 (Gia Lai Phong Mĩ))
Lồng tiếng bởi: Fuchigami Mai
Một sĩ quan cảnh sát cấp cao hút thuốc hay gặp Kimihiko vài lần, do hay trùng hợp gặp nhau nên cô và Kimihiko sẽ hay nhờ vả lẫn nhau.
Cerberus (ケルベロス, Keruberosu)
Lồng tiếng bởi: Jouji Nakata
Một thành viên của tổ chức SPES. Hắn ta là người giám hộ của Hel. Giống như Chameleon, hắn ta cũng có khả năng giả dạng một hình dạng khác - đó là người sói. Hắn ta thông minh, nhưng làm theo bản năng nguyên thủy của mình.
Hel (ヘ ル, Heru)
Lồng tiếng bởi: Yumiri Hanamori
Hel là bản ngã thay thế của Alicia, người hiện đang "sống" trong cơ thể của Nagisa. Cô là kẻ thù không đội trời chung với Siesta. Để cứu lấy mạng sống cho Alicia, Siesta đã hy sinh mạng sống của chính mình, nhưng sau khi chết cô có khả năng kiểm soát ý thức của Hel và trấn áp mặt xấu của cô. Hel được biết đến là kẻ "ăn tươi nuốt sống trái tim con người".

## Truyền thông

### Light novel
Bộ truyện do Nigojū sáng tác và Umibōzu minh họa. Được xuất bản bởi Media Factory dưới ấn hiệu MF Bunko J kể từ ngày 25 tháng 11 năm 2019. Tính tới tháng 7 năm 2025, đã có tổng cộng 13 tập truyện được xuất bản. Tại Việt Nam, bộ truyện đã được Thaihabooks mua bản quyền và phát hành dưới ấn hiệu Hikari Light Novel.
| #  | Phát hành tiếng Nhật | Phát hành tiếng Nhật | Phát hành tiếng Việt | Phát hành tiếng Việt |
| #  | Ngày phát hành       | ISBN                 | Ngày phát hành       | ISBN                 |
| -- | -------------------- | -------------------- | -------------------- | -------------------- |
| 1  | 25 tháng 11, 2019    | 978-4-04-064196-6    | 30 tháng 8, 2021     | 978-6-04-339140-4    |
| 2  | 24 tháng 1, 2020     | 978-4-04-064328-1    | 31 tháng 12, 2021    | 978-604-339-707-9    |
| 3  | 25 tháng 6, 2020     | 978-4-04-064593-3    | 20 tháng 4, 2022     | 978-604-359-456-0    |
| 4  | 25 tháng 11, 2020    | 978-4-04-680016-9    | 1 tháng 7, 2022      | 978-604-374-559-7    |
| 5  | 25 tháng 5, 2021     | 978-4-04-680440-2    | 4 tháng 1, 2023      | 978-604-382-698-2    |
| 6  | 25 tháng 11, 2021    | 978-4-04-680914-8    | 7 tháng 4, 2023      | 978-604-55-6320-5    |
| 7  | 25 tháng 8, 2022     | 978-4-04-681657-3    | 30 tháng 12, 2023    | 978-604-478-737-4    |
| 8  | 25 tháng 1, 2023     | 978-4-04-682108-9    | —                    | —                    |
| 9  | 25 tháng 5, 2023     | 978-4-04-682568-1    | —                    | —                    |
| 10 | 25 tháng 10, 2023    | 978-4-04-682766-1    | —                    | —                    |
| 11 | 25 tháng 3, 2024     | 978-4-04-682767-8    | —                    | —                    |
| 12 | 25 tháng 11, 2024    | 978-4-04-684252-7    | —                    | —                    |
| 13 | 25 tháng 7, 2025     | 978-4-04-684979-3    | —                    | —                    |

### Manga
Một bản manga chuyển thể do Mugiko minh họa, được đăng trên tạp chí Monthly Comic Alive của Media Factory kể từ ngày 27 tháng 5 năm 2020. Các chương truyện được tổng hợp lại và in thành 5 tập tankōbon. Bộ manga đã được Yen Press mua bản quyền phát hành tại Bắc Mĩ.
Một phần manga tiền truyện với tựa Tantei wa mō, shindeiru. -the lost memory- (探偵はもう、死んでいる。-the lost memory-) do Poni sáng tác được đăng trên tạp chí Monthly Comic Alive của Media Factory kể từ ngày 27 tháng 1 năm 2021. Hiện các chương truyện đã được biên soạn thành 4 tập tankōbon. Nội dung của truyện đặt mốc thời gian trước các sự kiện chính, kể về những chuyến phiêu lưu của Siesta, Kimizuka và Charlotte.

#### Tantei wa mō, shindeiru
| # | Ngày phát hành Tiếng Nhật | ISBN Tiếng Nhật   |
| - | ------------------------- | ----------------- |
| 1 | 21 tháng 11, 2020         | 978-4-04-680007-7 |
| 2 | 21 tháng 05, 2021         | 978-4-04-680379-5 |
| 3 | 21 tháng 7, 2021          | 978-4-04-680634-5 |
| 4 | 23 tháng 12, 2021         | 978-4-04-680987-2 |
| 5 | 23 tháng 5, 2023          | 978-4-04-681737-2 |
| 6 | 23 tháng 10, 2023         | 978-4-04-682849-1 |

#### Tantei wa mō, shindeiru. -the lost memory-
| # | Ngày phát hành Tiếng Nhật | ISBN Tiếng Nhật   |
| - | ------------------------- | ----------------- |
| 1 | 21 tháng 05, 2021         | 978-4-04-680007-7 |
| 2 | 21 tháng 10, 2021         | 978-4-04-680939-1 |
| 3 | 21 tháng 4, 2022          | 978-4-04-681317-6 |
| 4 | 22 tháng 11, 2022         | 978-4-04-681970-3 |

### Anime
Phiên bản anime truyền hình chuyển thể đã được công bố vào ngày 20 tháng 1 năm 2021. Anime do xưởng phim hoạt hình ENGI sản xuất với Kurihara Manabu đạo diễn, Akao Deko viết kịch bản, Itō Yōsuke thiết kế nhân vật và INCS Toenter sáng tác phần nhạc. Ca khúc opening là "Koko de ikiteru" (ここで生きてる Tôi vẫn còn sống ở đây) do jon-YAKITORY sáng tác và được thể hiện bởi Mary cùng jon-YAKITORY. Ca khúc kết thúc là "Kodō" (鼓動 (Cổ Động)) sáng tác bởi 40mP và thể hiện bởi YouTuber ảo Kagura Nana. Trong tập 3 của anime có sự góp mặt của hai YouTuber ảo Shirakami Fubuki và Natsuiro Matsuri từ Hololive với tư cách là vai khách mời.
Bộ anime được Funimation mua bản quyền phát sóng trực tuyến tại khu vực Bắc Mỹ. Muse Communication đã mua bản quyền phát sóng anime cho khu vực Đông Nam Á và Nam Á. Hiện phiên bản phụ đề Tiếng Việt được kênh YouTube Muse Việt Nam, trực thuộc Muse Communication công chiếu trên YouTube kể từ ngày 4 tháng 7 năm 2021 đến ngày 12 tháng 10 năm 2021 (ngày bị tạm gỡ bỏ).  Bộ anime được lên sóng trên Animax vào ngày 12 tháng 10 năm 2021.

#### Danh sách tập phim
| Tập | Tiêu đề | Đạo diễn                       | Biên kịch         | Ngày phát sóng gốc  |
| --- | --- | ------------------------------ | ----------------- | ------------------- |
| 1   | "Trong số các hành khách, có ai là thám tử không ạ?" "Okyaku-sama no Naka ni, Tantei no Kata wa Irasshaimasen ka?" (「お客様の中に、探偵の方はいらっしゃいませんか?」) "Chuyện tình thanh xuân bi hài bắt đầu" "Kaimaku, seishun rabukome-hen" (「開幕、青春ラブコメ編」) | Fukumoto Shin'ichi Maki Marina | Akao Deko         | 4 tháng 7, 2021     |
| 2   | "Cho đến giờ, tôi vẫn luôn nhớ" "Ima mo, zutto, oboeteru" (「今も、ずっと、憶えてる」) | Itō Fumio                      | Akao Deko         | 11 tháng 7, 2021    |
| 3   | "Đơn thuần là chất lượng mà thôi" "Sore ga, Yui-nya kuoriti" (「それが、唯にゃクオリティ」) | Yokote Sōta                    | Nagashima Hiroaki | 18 tháng 7, 2021    |
| 4   | "Điều có thể được nhìn thấy qua đôi mắt ấy" "Sono hitomi ni miete iru mono" (「その瞳に視えているもの)」) | Yamamoto Ryūta                 | Teranishi Nanto   | 25 tháng 7, 2021    |
| 5   | "Dành cho tương lai của một năm sau đó" "Sore wa ichinen-go no mirai e muketa" (「その瞳に視えているもの」) | Kanezawa Yuki                  | Akao Deko         | 1 tháng 8, 2021     |
| 6   | "Hồng liên ác quỷ, nữ hoàng băng giá" "Guren no akuma, kōri no joō" (「紅蓮の悪魔、氷の女王」) | Fumio Itō                      | Nagashima Hiroaki | 8 tháng 8, 2021     |
| 7   | "Khi nào đó, hãy nhớ lại ngày này" ""Itsuka, kono hi o omoidasu" (「いつか、この日を思い出す」) | Fukumoto Shin'ichi             | Teranishi Nanto   | 15 tháng 8 năm 2021 |
| 8   | "Thế là một lần nữa, chúng tôi lại lên đường" "Sōshite nō ichido, tabi ni deru" (「そうしてもう一度、旅にでる」) | Endō Ryōhei                    | Teranishi Nanto   | 22 tháng 8, 2021    |
| 9   | "SPES" | Itō Fumio                      | Akao Deko         | 29 tháng 8, 2021    |
| 10  | "Thế nên tôi mới không thể làm thám tử" "Dakara ore wa, tantei ni wa narenai" (「だから俺は、探偵にはなれない」) | Teraoka Rin                    | Nagashima Hiroaki | 5 tháng 9, 2021     |
| 11  | "Ánh sáng bên trong hi vọng" "Kibō no Naka no Hikari" (「希望の中の光」) | Kanezawa Yuki                  | Nagashima Hiroaki | 12 tháng 9, 2021    |
| 12  | "Ba năm trời anh chạy vạy cùng em" "Kimi to Sugoshita, Ano Me mo Kuramu Yō na San Nenkan wa" (「君と過ごした、あの目も眩むような三年間は」) | Maki Marina                    | Akao Deko         | 19 tháng 9, 2021    |

## Đón nhận
Bộ tiểu thuyết giành được giải thưởng MF Bunko J lần thứ 15 dành cho các tác phẩm mới vào năm 2019. Bộ light novel cũng đạt thứ hạng 4 ở hạng mục bunkobon trong bảng xếp hạng light novel Kono Light Novel ga Sugoi! 2021. Tính đến ngày 4 tháng 8 năm 2021, bộ tiểu thuyết cán mốc hơn 700.000 bản in tại thị trường Nhật Bản.